# Istituto di studi militari marittimi

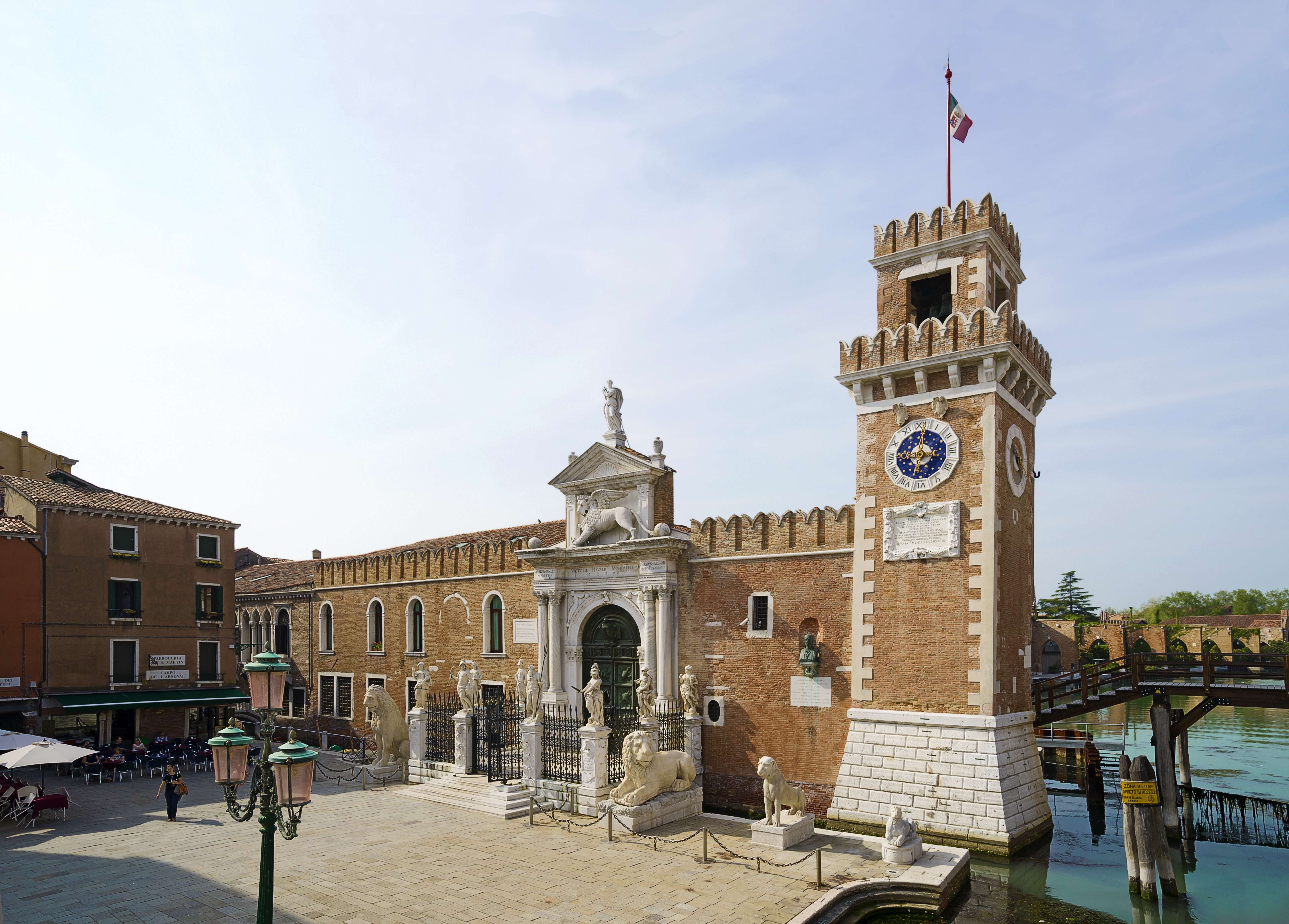
Campo dell’Arsenale con l’ingresso nella Porta Magna (detta anche Porta dei Leoni, Porta Grande o Porta da tera)

L'Istituto di studi militari marittimi (anche ISMM) è lo Staff College della Marina Militare Italiana (Italian Navy Staff College) ed ha sede presso l'antico Arsenale di Venezia. I suoi frequentatori sono ufficiali del ruolo normale provenienti dai vari Corpi della Marina, con il grado di tenente di vascello o capitano di corvetta.

## Sede
L'istituto è sede del Corso normale di stato maggiore. Della struttura fa parte la biblioteca “Dante Alighieri”, creata nel 1905.

## Funzioni
La funzione dell'Istituto è quella di aggiornare le conoscenze degli ufficiali frequentatori provenienti dai vari Corpi della Marina, di prepararli al primo comando della loro carriera, di agevolare la collaborazione con marine di altre nazioni, e pone anche uno specifico accento alla collaborazione interforze. Gli studi compiuti presso l'Istituto sono essenzialmente di carattere strategico e giuridico, il metodo utilizzato è favorire il lavoro di squadra dei frequentatori inseriti in vari uffici composti mediamente da circa sei persone.
Secondo il regolamento relativo, approvato in via definitiva dal Ministro della Difesa il 31 marzo 2003:
- la capacità di contribuire all'ideazione, alla pianificazione e alla conduzione, secondo il Corpo di appartenenza, delle attività di stato maggiore relative a Comandi Navali complessi e a organismi militari marittimi centrali e periferici, nazionali, esteri e internazionali;
- la capacità necessaria per l'esercizio di funzioni direttive complesse[2].»

## Storia
L'8 settembre 1908, nella Sala a Tracciare dell'Arsenale militare marittimo della Spezia, il Re inaugura la prima Sessione della Scuola Navale di Guerra, dando vita al primo Centro Superiore Navale della Marina Italiana, lontano antenato dell'attuale Istituto di Studi Militari Marittimi. Secondo il decreto istitutivo la Scuola doveva "coltivare ed affermare un pensiero navale sulla nostra preparazione alla guerra valendosi della cooperazione di tutti gli Ufficiali a mezzo di conferenze di organica, arte e tecnica militare navale, discussioni relative ai detti argomenti e applicazione del gioco di guerra navale".
La Scuola interrompe la sua attività nel 1911, a causa dello scoppio della guerra italo-turca, poi della Prima Guerra Mondiale. Nel dopoguerra prende corpo una duplice esigenza: consolidare una dottrina militare navale sulla scorta degli insegnamenti del conflitto appena terminato e affiancare ai Capi militari, responsabili di decisioni sempre più gravi ed immediate, un complesso di ufficiali qualificati con il compito di coadiuvarli nei preparativi e nell'esecuzione di tutte le operazioni militari: lo stato maggiore.
Con il Decreto Reale 5 maggio 1921 viene costituito il nuovo Centro di studi che, costituito ufficialmente il 1 novembre 1921, viene inaugurato il 18 gennaio 1922 presso la Regia Accademia Navale ed inizia la sua attività formativa con questi criteri: "...affinché gli Ufficiali di Vascello possano meglio provvedere alla propria cultura negli studi che interessano la preparazione e la condotta della guerra marittima e possano acquistare maggiore attitudine e competenza per i servizi di stato maggiore.(...) L'Istituto deve essenzialmente costituire un libero centro di studi ove gli Ufficiali intendano la necessità di riesaminare la propria esperienza pratica in rapporto ai principi della condotta della guerra, di formarsi, con unità di criteri direttivi, l'attitudine intellettuale a considerare e risolvere i problemi di strategia, di tattica e di organica".
Nel 1937 cambia l'ordinamento dell'Istituto, con un più spiccato indirizzo formativo nei confronti degli Ufficiali destinati ad esercitare il Comando e a svolgere funzioni di stato maggiore. L'attività si svolge regolarmente fino all'inizio della seconda Guerra Mondiale (1939), con un carattere, per direttiva del Capo di stato maggiore della Marina, Amm. Cavagnari, "... di grande praticità, evitando di trasportare gli studi nel campo delle erudizioni ed astrazioni".
Nel 1947 l'attività dell'Istituto riprende (con ritmo accelerato per recuperare, per quanto possibile, la sosta del periodo bellico), con lo svolgimento contemporaneo di due tipi di corsi: uno per capitani di corvetta di recente promozione ed uno per capitani di fregata e capitani di vascello che, per esigenze belliche, non avevano potuto frequentare l'Istituto.
Nel 1956 le sessioni del primo Corso assumono la denominazione di Corso di S.M., mentre le sessioni del secondo quella di Gruppo di Studi di S.M., con compiti di studio su specifici problemi assegnati dal Capo di S.M. della Marina. Nello stesso anno l'ammiraglio Pecori-Giraldi, Capo di S.M. della Marina, stabilisce la partecipazione ai Corsi di S.M. degli Ufficiali degli altri Corpi della Marina, che avrebbero potuto essere inseriti come collaboratori tecnici negli SS.MM. (ai Corsi già partecipavano Ufficiali dell'Esercito e dell'Aeronautica).
Nel 1963 l'Istituto deve sospendere i Corsi per carenza di Ufficiali Frequentatori, dovuta all'aumento delle destinazioni di impiego. Negli anni dal 1963 al 1966 l'attività didattica continua con i Corsi di servizio di stato maggiore, frequentati da TT.VV. comandanti della Scuola di comando navale, tenuti ad Augusta a margine delle sessioni di Scuola Comando.
Nel 1966, l'Istituto riprende la sua attività nella sede di Livorno; negli anni compresi tra il 1966 ed il 1969 le varie Sessioni svolte hanno una fisionomia simile, nelle linee essenziali, a quella precedente la chiusura e vengono frequentate da Ufficiali compresi in una larghissima fascia di anzianità, per l'esigenza di "recuperare" tutti gli "spuntati".
Nel 1969 entra in vigore il nuovo Ordinamento degli Studi, che così definisce la duplice finalità dell'Istituto, formativa e di studio:
- far acquisire agli Ufficiali in servizio permanente effettivo della Marina Militare, del Corpo di stato maggiore, il metodo, la procedura di lavoro presso gli Stati maggiori ed i principi di organizzazione;
- perfezionare la loro preparazione professionale per l'assolvimento dei compiti di comando, delle funzioni direttive e degli incarichi nell'ambito degli stati maggiori;
- studiare particolari problemi indicati dal Capo di stato maggiore della Marina.

Con tale ordinamento inizia lo svolgimento annuale di due Corsi complementari:
- un Corso normale di stato maggiore per tenenti di vascello, inclusi nell'aliquota di avanzamento per il grado superiore, della durata di due mesi;
- un Corso superiore di stato maggiore per capitani di fregata ed un'aliquota di ufficiali superiori di altri Corpi della Marina Militare, della durata di quattro mesi.

Il Corso normale viene successivamente soppresso dal 1980 al 1993 a causa delle difficoltà di organico nel settore dei giovani ufficiali (le materie previste vengono ridistribuite in parte alla quarta classe dei Corsi normali dell'Accademia navale, in parte al Corso superiore per TT.VV., in parte al Corso superiore di stato maggiore); contestualmente, la durata del Corso superiore di stato maggiore viene portata ad un intero anno accademico.
Dal 1993 riprende lo svolgimento dei Corsi normali di stato maggiore e pertanto vengono annualmente tenuti presso l'Istituto:
- due Corsi normali di S.M., della durata di quattro mesi, con finalità essenzialmente formative, ai quali accedono tenenti di vascello inclusi nella aliquota di valutazione per l'avanzamento e capitani di corvetta appena promossi;
- un Corso superiore di S.M., della durata di sei mesi, per capitani di fregata, con l'obiettivo di perfezionare la preparazione professionale degli ufficiali e consentire lo studio di particolari problemi indicati annualmente dal Capo di stato maggiore della Marina.

Nel 1998, con la costituzione dell'ISSMI (Istituto superiore di stato maggiore interforze), il Corso superiore di S.M. viene soppresso.
Nell'estate del 1999, nel quadro della generale riorganizzazione dei Comandi e delle strutture della Marina Militare e per tener conto dell'esigenza di valorizzare la sede di Venezia quale "polo culturale" della Marina, l'Istituto lascia la sede di Livorno e, senza soluzione di continuità e senza interrompere le proprie attività e funzioni, si trasferisce nella città lagunare, occupando le sistemazioni rese disponibili dal Comando Marina (successivamente soppresso alla data del 31 dicembre 1999).
Contestualmente al trasferimento a Venezia la denominazione dell'Ente cambia da "Istituto di Guerra Marittima" a "Istituto di Studi Militari Marittimi".